# Sisaket FC (voetbalclub)
Sisaket Football Club (Thai: สโมสรฟุตบอลจังหวัดศรีสะเกษ) is een Thaise voetbalclub uit de stad Sisaket. De club werd opgericht in 1998 en speelde in de Thai Premier League.